# عضل طرابلسي
عضل طرابلسي (Gerbillus tarabuli) والمعروف أيضًا بـ عضل ليبي هو نوع من القوارض الصغيرة التي توجد في المناطق القاحلة في شمال غرب أفريقيا.

## الوصف
العضل الطرابلسي هو قارض يشبه الفأر الصغير وله ذيل طويل ينتهي بخصلة. له فراء أسمر على سطح ظهره وفراء أبيض على سطح بطنه. والأذنان ليس لهما حواف سوداء، وخلفهما مباشرة بقعة بيضاء، وعلى باطن قدميه شعر. العضل الغربي (Gerbillus occiduus) المشابه له لديه آذان ذات أطراف سوداء ولا يوجد بقع خلفها. يبلغ متوسط طول الرأس والجسم 109.2 مم ويبلغ متوسط طول الذيل 148.4 مم.

## الانتشار
يتواجد يربوع الطرابول في شمال السنغال وموريتانيا والمغرب شرقًا إلى جبال تيبستي في تشاد في الجنوب وإلى برقة في شرق ليبيا في الشمال. وقد يكون امتداد نطاقها الملحوظ مؤخرًا إلى شمال السنغال مؤشرًا على زيادة التصحر.

## الموئل
يتواجد في المناطق الصحراوية وشبه الصحراوية الرملية، وكذلك في السهوب الساحلية.
العضل الطرابلسي هو نوع ليلي يحفر جحورًا معقدة وضحلة (15-25 سم) في الرمال ويسدّ مدخل جحرها أثناء النهار. يتكاثر طوال موسم الأمطار، من يوليو إلى سبتمبر، ويبدأ التكاثر في نهاية موسم الجفاف في أبريل وينتهي في بداية موسم الجفاف البارد في نوفمبر. تم تسجيل بومة Tyto alba على أنها تفترس هذا النوع.

## التصنيف
في السابق اعتبر العضل الطرابلسي مرادفًا تصنيفيًا صغيرًا للعضل المصري الكبير، إلا أن لديه عدد كروموسوم مختلف يبلغ 40 بدلاً من 38 ويختلف من الناحية الشكلية.